# All Star Perche 2024
Navigation
Édition 2023 Édition 2025
La 9e édition du meeting All Star Perche, compétition d'athlétisme en salle de saut à la perche, a lieu le jeudi 22 février 2024 à Clermont-Ferrand, en Auvergne-Rhône-Alpes (France). Considérée comme l'une des compétitions les plus prestigieuses de la discipline, la réunion accueille ses meilleurs représentants mondiaux alors dans le circuit.

## Déroulement
La compétition se déroule à 20 heures (horaire local).

## Légende du tableau
- m : mètres

Records et Performances
- AR : Record continental (area record)
- CR : Record des championnats (championship record)
- MR : Record du meeting (meet record)
- NR : Record national (national record)
- OR : Record olympique (olympic record)
- PR : Record paralympique (paralympic record)
- PB : Record personnel (personal best)
- SB : Meilleure performance personnelle de la saison (season's best)
- WL : Meilleure performance mondiale de l'année (world leader)
- WJR : Record du monde junior (world junior record)
- WR : Record du monde (world record)

Circonstances et Conditions
- DNF : N'a pas terminé (did not finish)
- DNS : N'a pas pris le départ (did not start)
- DQ : Disqualification (disqualification)
- NM : Aucun essai valable enregistré (No Mark)
- Q : Qualifié « directement » au prochain tour (ou à la prochaine compétition), lors d'une compétition majeure, grâce au classement ou à la réalisation des minima (automatic qualifier)
- q : Qualifié au prochain tour (ou à la prochaine compétition), lors d'une compétition majeure, grâce au repêchage ou à la réalisation de l'une des meilleures performances parmi celles des « non qualifiés directement » (grâce au meilleur temps ou à la meilleure distance par exemple) (secondary qualifier)

## Résultats
| Rang               | Nom               | Nationalité | 5,52 m | 5,72 m | 5,82 m | 5,92 m | 6,02 m | 6,24 m | Marque | Notes |
| ------------------ | ----------------- | ----------- | ------ | ------ | ------ | ------ | ------ | ------ | ------ | ----- |
| Médaille d'or      | Armand Duplantis  | Suède       | -      | O      | -      | O      | O      | XXX    | 6,02 m | WL    |
| Médaille d'argent  | Thibaut Collet    | France      | O      | O      | O      | XO     | XXX    |        | 5,92 m | PB    |
| Médaille de bronze | Sam Kendricks     | États-Unis  | O      | XO     | O      | XXO    | XXX    |        | 5,92 m |       |
| 4                  | Kurtis Marschall  | Australie   | O      | O      | XXO    | XXX    |        |        | 5,82 m |       |
| 5                  | Emmanouil Karalis | Grèce       | O      | XXO    | XXX    |        |        |        | 5,72 m | SB    |
| 6                  | Ben Broeders      | Belgique    | XO     | XXO    | XXX    |        |        |        | 5,72 m | SB    |
|                    | Anthony Ammirati  | France      |        |        |        |        |        |        | NM     | DNS   |

| Rang               | Nom              | Nationalité | 4,33 m | 4,53 m | 4,63 m | 4,73 m | 4,83 m | 4,88 m | Marque | Notes |
| ------------------ | ---------------- | ----------- | ------ | ------ | ------ | ------ | ------ | ------ | ------ | ----- |
| Médaille d'or      | Alysha Newman    | Canada      | -      | O      | O      | O      | O      | XXX    | 4,83 m | NR    |
| Médaille d'argent  | Bridget Williams | États-Unis  | XO     | O      | XO     | XO     | XO     | XXX    | 4,83 m | PB    |
| Médaille de bronze | Angelica Moser   | Suisse      | O      | O      | O      | XXO    | XXX    |        | 4,73 m | SB    |
| 4                  | Margot Chevrier  | France      | -      | XO     | O      | XXX    |        |        | 4,63 m |       |
| 5                  | Amálie Švábíková | Tchéquie    | O      | XXO    | O      | XXX    |        |        | 4,63 m | =SB   |
| 6                  | Roberta Bruni    | Italie      | O      | O      | -      | XXX    |        |        | 4,53 m |       |
| 7                  | Ninon Chapelle   | France      | XO     | O      | XXX    |        |        |        | 4,53 m |       |
| 8                  | Elisa Molinarolo | Italie      | XO     | XXX    |        |        |        |        | 4,33 m |       |